# Parthenios von Nicaea
Parthenios von Nikaia (latinisiert Parthenius Nicaenus; † nach 73 v. Chr.) war ein antiker griechischer Dichter.
Parthenios kam im Jahr 73 v. Chr. als Kriegsgefangener nach Rom, wo er dann freigelassen wurde. Er war in der Antike als Verfasser elegischer Dichtungen bekannt, die allerdings nicht erhalten geblieben sind. Dagegen ist ein Prosawerk zum Thema Liebesleiden (Erotica pathemata) überliefert. Parthenios widmete diese Stoffsammlung seinem Gönner, dem Elegiker Cornelius Gallus. Sie enthält 36 Liebesgeschichten mit tragischem Ausgang, die Parthenios allerdings nicht selbst erfunden, sondern z. B. bei Hermesianax und Philitas gefunden und zusammengetragen hat.
In den teils mythologischen, teils auch historischen Erzählungen werden auch Themen wie Kannibalismus, Inzest, Päderastie und Nekrophilie behandelt.

## Ausgaben und Übersetzungen
- Jane L. Lightfoot (Hrsg.): Parthenius of Nicaea, The poetical fragments and the Erotika pathemata. Oxford 1999, ISBN 0-19-815253-1 (mit Einleitung und Kommentar)
- Ludwig Mader (Übersetzer): Griechische Sagen: Apollodoros, Parthenios, Antoninus Liberalis, Hyginus. Zürich 1963 (Neuausgabe Düsseldorf 1982, ISBN 3-7608-3563-5)
- Kai Brodersen (Hrsg.): Liebesleiden in der Antike. Die "Erotika pathemata" des Parthenios. Wissenschaftliche Buchgesellschaft, Darmstadt 2000, ISBN 3-89678-182-0 (Text und Übersetzung; kritische Rezension: PDF)